# 1993 في بولندا
فيما يلي قوائم الأحداث التي وقعت خلال عام 1993 في بولندا.

## كتب
من الكتب التي صدرت هذه السنة في بولندا:
- 1 يناير – الأمنية الأخيرة من تأليف أندريه سابكوسكي.

## مواليد

### أغسطس
- 29 أغسطس – ماتيوش بونيتكا لاعب كرة سلة بولندي.

### أكتوبر
- 28 أكتوبر – جوانا درابيك لاعبة كرة يد بولندية.

### نوفمبر
- 8 نوفمبر – برزيميك كارنوسكي لاعب كرة سلة بولندي.

### ديسمبر
- 26 ديسمبر – أرتور كوكيابسكي عداء مسافات متوسطة بولندي.

## وفيات

### فبراير
- 2 فبراير – برنارد بيترز (مواليد 1910)

### مارس
- 3 مارس – ألبرت سابين (مواليد 1906)

### يونيو
- 12 يونيو – ويلهلم غليسي (مواليد 1915) عالم فلك ألماني.